# Roșioara (okręg Vrancea)
Roșioara – wieś w Rumunii, w okręgu Vrancea, w gminie Mera. W 2011 roku liczyła 367
mieszkańców